# João de Sousa Carvalho
João de Sousa Carvalho (Estremoz, 22 de fevereiro de 1745 - Alentejo, 1745 - 1799/1800) foi um compositor e músico português.

## Vida
João de Sousa Carvalho, filho de Paulo de Carvalho e de sua mulher Ana Maria Angélica, entrou com 8 anos, a 23 de Outubro de 1753, para o Colégio dos Santos Reis Magos em Vila Viçosa. Mandado a Nápoles pela Coroa, ingressou com Jerónimo Francisco de Lima (1741-1822) no Conservatório di Sant'Onofrio a Capuana, em Nápoles, a 15 de Janeiro de 1761. A sua primeira ópera, La Nitteti, sobre libreto de Pietro Metastasio, representou-se em Roma no Teatro Delle Dame no Carnaval de 1766. Também a oratória Isacco figura del Redentore, que data da mesma época, deve ter sido cantada em Itália. Regressou a Portugal presumivelmente em 1767, dado que assinou o Livro das Entradas da Irmandade de Santa Cecília a 22 de Novembro do mesmo ano.  Foi nomeado professor de contraponto pelo menos em 1769 e, mais tarde, talvez em 1773, Primeiro Mestre de Capela do Seminário da Patriarcal. Em 1778, João de Sousa Carvalho sucedeu a David Perez (1711-1778) como professor dos Infantes e compositor da Real Câmara, com vencimento mensal de 40$000 réis e direito a usar carruagem, passando a controlar todo o aparelho de produção músicoteatral da Corte. Desde esse ano até 1789, com exceção de 1786 e 1788, cantaram-se novas obras suas (com inúmeras repetições) no Palácio da Ajuda, Palácio de Queluz e Palácio da Ribeira, sendo 10 serenatas - género afim de ópera, mas sem componente cénica - e duas óperas (Testoride argonauta, dramma in 2 atti, 1780, e Nettuno ed Egle, favola pastorale, 1785). Morreu no Alentejo em 1798.

## Obra
Sua numerosa obra sacra foi escrita no estilo de Jommelli. A sua ópera séria, e suas serenatas, foram realizadas no palácios reais da Ajuda e de Queluz.
- Dixit Dominus, em Dó maior e a Messa a quatro voci con violini ed strumenti da fiato, em Ré maior (P-Lf 49/19 e 49/5), 1764
- L’amore industrioso, 1769 (revived 1943, 1967) - dramma giocoso sobre libreto anónimo, a sua ópera mais conhecida modernamente, foi à cena no Teatro da Ajuda em 31 de Março de 1769, tendo 10 representações até 28 de Dezembro do mesmo ano
- L'Eumene (dramma serio per musica), 1773 - dramma serio sobre libreto de Apostolo Zeno, a 6 de Junho de 1773, com 7 representações até 14 de Novembro
- L’Angelica (serenata), 1778
- Perseo (serenata), 1779
- Testoride argonauta (dramma), 1780 (revived 1987)
- Seleuco, re di Siria (dramma), 1781
- Everardo II, re di Lituania (dramma), 1782
- Penelope nella partenza da Sparta (dramma per musica), 1782
- L’Endimione (dramma per musica), 1783
- Tomiri (dramma per musica), 1783
- Adrasto, re degli Argivi (dramma per musica), 1784
- Nettuno ed Egle (favola pastorale), 1785
- Alcione (dramma per musica), 1787
- Numa Pompilio II, re dei romani (serenata), 1789
- Te Deum, 1769, 1789, 1792